# 王廷臣 (萬曆武進士)
王廷臣（16世紀—17世紀），南直隸揚州府江都縣人，明朝軍事人物。

## 生平
王廷臣的父親王橋自吏員出身，謁選時獲楊繼盛賞識納交，協助對方編寫《請誅賊臣疏》，後任河間縣丞；他則是萬曆元年（1573年）的武解元，又在四年（1576年）中武舉人，次年（1577年）聯捷武進士，獲授掘港守備，約束倭寇令對方不敢侵犯，十一年（1583年）陞浙江巡撫標下中軍都司，再調任汀漳都司，在地方修建紫陽祠、興建通濟橋，又能震懾恣意鼓譟的士兵，軍隊風氣因而改變，到三十年（1602年）因事被巡按御史崔邦亮彈劾革任回衛，不久請求乞養母親未獲准，得知母親去世後也很快去世，汀州人民為他立祠。

## 引用
1. 1 2  嘉慶《【江蘇】甘泉縣續志·卷二》：王橋，字埜亭，通經史兼習爰書，嘉靖間以貢士謁選都中，楊椒山武部慕而納交焉，每與深談時事，劾分宜五奸十惡之疏參預為多。選河間知縣【縣丞】有惠政，乞養歸里，邑民焚香祝送，立去思碑，以子廷臣贈昭義將軍。廷臣，萬厯丁丑武進士，任掘港守備，時倭孽未靖，申明約束遂不敢犯；遷汀漳都司，俗素跋扈，稍不得意脫巾鼓譟，廷臣鎮以威重，翕然一變。先是道遠不得奉母行，有「報國憑孤劍，懷親指白雲。」之句，乞養不得請，聞母訃尋卒。
2. ↑  嘉慶《【江蘇】甘泉縣續志·卷一》：選舉志 武鄉科 卷八……王廷臣 萬厯元年癸酉第一又舉丙子
3. ↑  《明神宗顯皇帝實錄·卷一百三十三》：（萬曆十一年二月辛亥）陞南直隸掘港守備王廷臣為浙江巡撫標下中軍都司。
4. ↑  《明神宗顯皇帝實錄》·卷三百六十七：（萬曆三十年正月己未）革守備王廷臣、江一鵬回衞，從直隸巡按御使崔邦亮劾也。
5. ↑  乾隆《汀州府志·卷十九·職官四》：明 守備都司……王廷臣江都進士，修紫陽祠，建通濟橋，軍威尤肅，軍民建祠以祀。